# Лесновски паренесис
Лесновският паренесис e среднобългарски книжовен паметник. Състои се от 332 пергаментови листа, 317 от които са запазени.
Съдържа славянския превод на „Паренесис“ (сборник монашески поучения) от Ефрем Сирин. Бележка в края на книгата съобщава, че тя е преписана в Лесновския манастир „в годините на благоверния и христолюбив български цар Иван Александър“, при цар Стефан Душан, в 1353 г.
Името на създалия ръкописа книжовник не е точно известно. Въз основа на почерка му се преподлага, че той е или Станислав, който пише в Лесновския манастир Пролог (1330) и така наречения Оливеров миней (1342) или негов ученик. Съществува предположение, че автор на паренесиса е монахът в Лесновския манастир Тахоте.
Лесновският паренесис се отличава с архаичен език, но съдържа и нови черти.
Части от ръкописа се намират в Национална библиотека „Св. св. Кирил и Методий“ (№ 151) и в Руската национална библиотека (сигнатура F.п.I.63). Няколко листа, включително този с бележката на преписвача, са се пазели в Белградската Народна библиотека (№ 237) до 1941 година, когато изгарят по време на немските бомбардировки на града.